# Dioctria oelandica
Dioctria oelandica es una especie de mosca de la familia Asilidae.  

## Distribución
Se encuentra en el Paleártico.